# Сен-Бартелеми-де-Сешильен
Сен-Бартелеми-де-Сешильен (фр. Saint-Barthélemy-de-Séchilienne) — коммуна во Франции, находится в регионе Рона — Альпы. Департамент коммуны — Изер. Входит в состав кантона Уазан-Романш. Округ коммуны — Гренобль.
Код INSEE коммуны — 38364. Население коммуны на 1999 год составляло 530 человек. Населённый пункт находится на высоте от 301 до 1925 метров над уровнем моря. Муниципалитет расположен на расстоянии около 490 км юго-восточнее Парижа, 100 км юго-восточнее Лиона, 26 км юго-западнее Гренобля. Мэр коммуны — Gilles Strapazzon, мандат действует на протяжении 2001—2008 гг.
Динамика населения (INSEE):